# Leo Duarte
Leonardo Campos Duarte da Silva, mais conhecido como Leo Duarte (Mococa, 17 de julho de 1996), é um futebolista brasileiro que atua como zagueiro. Atualmente joga pelo Istanbul Basaksehir.

## Carreira

### Início
Duarte em seu tempo de base no Flamengo ganhou várias competições, sendo o mais importante a Copa São Paulo de Futebol Júnior de 2016, o torneio de base mais importante, como capitão do time e levantando a taça. Fez uma participação, sendo elogiado e juntamente com Felipe Vizeu e Ronaldo, Leo foi elogiado como um jogador pronto para ser promovido ao elenco principal, fato que concretizou no início de 2016.

### Flamengo
No dia 5 de março de 2016, Leo fez sua estreia como profissional na vitória por 3–1 sobre o Bangu, pelo Campeonato Carioca de 2016.
Devido a muitas lesões e transferências no ano de 2016, Leo atuou em 8 jogos, incluindo 7 no Campeonato Brasileiro e 1 na Copa do Brasil, todas como titular. Seu 1° jogo no Campeonato Brasileiro foi no dia 14 de maio de 2016, na vitória por 1–0 contra o Sport, no Estádio Raulino de Oliveira, em Volta Redonda.
Dia 22 de agosto de 2018, Leo estendeu seu vínculo com o Flamengo até dezembro de 2022.
Em 2019, Leo viria a ter um início de temporada consistente, mas o seu alto destaque na defesa do Flamengo iria fazer com que ele recebesse a atenção de outros clubes internacionais. Naquele período, foi treinado por Abel Braga, com quem venceu a Taça Rio e o Campeonato Carioca contra o Vasco, e com Jorge Jesus, ainda que tenha feitos poucos sob o comando do português.
Em julho de 2019 o zagueiro deixaria o time para rumar à Europa, mas, como participou das competições da equipe naquele ano, conseguiu sagrar-se campeão da Libertadores e do Campeonato Brasileiro assim que Jorge liderou o Fla em uma das temporadas mais moráveis da história do clube carioca.
Apesar de ter sido o campeão, não esteve em campo e nenhum dos jogos que a equipe ergueu os troféus. Desse modo, o jogador afirmou que não sente-se campeão de tais títulos:
| “                                              | Joguei alguns jogos da Libertadores, do Brasileiro, mas quando não se está na final, na foto, a gente não se sente campeão, na verdade. Então, o mérito não é meu. Mas torço muito por eles e fiquei muito feliz pelas conquistas. | ” |
| — Duarte sobre os títulos do Flamengo em 2019. | |   |

### Milan
Dia 27 de julho de 2019, a imprensa brasileira anunciou um acordo entre Flamengo e Milan pelo valor de 10 milhões de euros na transferência, com uma cláusula que poderia chegar até 11 milhões de euros. Dia 7 de agosto de 2019, Leo foi anunciado oficialmente pelo Milan, por 5 temporadas. No dia 27 de setembro de 2019, fez seu primeiro jogo oficial pelo Milan.
No Milan, Leo conviveu com problemas físicos. O principal deles foi uma lesão no calcanhar, que o afastou por quatro meses dos gramados. Ao voltar da paralisação por conta da pandemia, o ele contraiu coronavírus. Assim depois de um ano e meio e apenas nove jogos com a camisa do Milan, Leo Duarte deixou o time rubro-negro.

### Istanbul Basaksehir
Foi anunciado dia 11 de janeiro de 2021 por empréstimo até junho de 2022 pelo Istanbul Basaksehir, com opção de compra, após não ser aproveitado pelo Milan. O valor da negociação não foi divulgado.
Em sua primeira temporada, a equipe de Istambul tivera um início irregular. Nas primeiras oito rodadas que Duarte foi titular, a equipe só vencera duas partidas e chegou a ocupar a 19ª colocação no Campeonato Turco. Contudo, o clube conseguiu adquirir certa estabilidade na Liga e o brasileiro foi um dos jogadores mais utilizados do elenco. O Başakşehir conseguiu adquirir uma longa sequência de invencibilidade ao longo da época e os jogadores conseguiram terminar o período na 4ª colocação.
Em 8 de julho de 2022, o Başakşehir anunciou a assinatura permanente de Duarte em um contrato de quatro épocas. Em entrevista, o zagueiro ponderou sobre a importância que a equipe turca havia exercido quando deu oportunidades a ele:
| “                                              | Aqui eu consegui a sequência, desde o primeiro momento, que eu comecei a jogar, que eu comecei a treinar com os companheiros eu senti que poderia ajudar o clube, que o clube poderia me ajudar. Foi o momento mais difícil da minha vida e eles abriram as portas para mim. Eu só tenho que agradecer, e continuar dando esse retorno técnico para eles é ótimo. | ” |
| — Leo Duarte sobre sua permanência na Turquia. | |   |

## Estatísticas
Atualizado até dia 4 de maio de 2023.
| Equipe              | Temporada         | Campeonato nacional[a] | Campeonato nacional[a] | Campeonato nacional[a] | Copas nacionais[b] | Copas nacionais[b] | Copas nacionais[b] | Competições continentais[c] | Competições continentais[c] | Competições continentais[c] | Outras competições[d] | Outras competições[d] | Outras competições[d] | Total | Total | Total  |
| Equipe              | Temporada         | Jogos                  | Gols                   | Assist                 | Jogos              | Gols               | Assist             | Jogos                       | Gols                        | Assist                      | Jogos                 | Gols                  | Assist                | Jogos | Gols  | Assist |
| ------------------- | ----------------- | ---------------------- | ---------------------- | ---------------------- | ------------------ | ------------------ | ------------------ | --------------------------- | --------------------------- | --------------------------- | --------------------- | --------------------- | --------------------- | ----- | ----- | ------ |
| Flamengo            | 2016              | 7                      | 0                      | 0                      | 1                  | 0                  | 0                  | —                           | —                           | —                           | 1                     | 0                     | 0                     | 9     | 0     | 0      |
| Flamengo            | 2017              | 2                      | 0                      | 0                      | —                  | —                  | —                  | 4                           | 0                           | 0                           | 6                     | 0                     | 0                     | 12    | 0     | 0      |
| Flamengo            | 2018              | 33                     | 1                      | 0                      | 6                  | 0                  | 0                  | 4                           | 1                           | 0                           | 6                     | 0                     | 0                     | 49    | 2     | 0      |
| Flamengo            | 2019              | 7                      | 0                      | 0                      | 4                  | 0                  | 0                  | 7                           | 0                           | 0                           | 10                    | 0                     | 0                     | 28    | 0     | 0      |
| Flamengo            | Total             | 49                     | 1                      | 0                      | 11                 | 0                  | 0                  | 15                          | 1                           | 0                           | 23                    | 0                     | 0                     | 98    | 2     | 0      |
| Milan               | 2019–20           | 6                      | 0                      | 0                      | —                  | —                  | —                  | —                           | —                           | —                           | —                     | —                     | —                     | 6     | 0     | 0      |
| Milan               | 2020–21           | 9                      | 0                      | 0                      | 2                  | 0                  | 0                  | —                           | —                           | —                           | 1                     | 0                     | 0                     | 12    | 0     | 0      |
| Milan               | Total             | 15                     | 0                      | 0                      | 2                  | 0                  | 0                  | 0                           | 0                           | 0                           | 1                     | 0                     | 0                     | 18    | 0     | 0      |
| İstanbul Başakşehir | 2020–21           | 17                     | 0                      | 0                      | 3                  | 0                  | 0                  | 0                           | 0                           | 0                           | 1                     | 0                     | 0                     | 21    | 0     | 0      |
| İstanbul Başakşehir | 2021–22           | 19                     | 0                      | 0                      | 3                  | 0                  | 0                  | 0                           | 0                           | 0                           | 1                     | 0                     | 0                     | 23    | 0     | 0      |
| İstanbul Başakşehir | 2022–23           | 26                     | 0                      | 1                      | 3                  | 0                  | 0                  | —                           | —                           | —                           | —                     | —                     | —                     | 29    | 0     | 1      |
| İstanbul Başakşehir | Total             | 62                     | 0                      | 1                      | 9                  | 0                  | 0                  | 0                           | 0                           | 0                           | 2                     | 0                     | 0                     | 74    | 0     | 1      |
| Total na carreira   | Total na carreira | 126                    | 1                      | 1                      | 22                 | 0                  | 0                  | 15                          | 1                           | 0                           | 26                    | 0                     | 0                     | 189   | 2     | 1      |

- a. Jogos do Campeonato Brasileiro, Campeonato Italiano e Campeonato Turco
- b. Jogos da Copa do Brasil, Copa Italiana e Copa da Turquia
- c.  Jogos da Libertadores da América e Liga Europa
- d. Jogos do Campeonato Carioca, Primeira Liga e Supercopa da Turquia

## Títulos

#### Flamengo
- Campeonato Carioca: 2017, 2019
- Taça Guanabara: 2018
- Taça Rio: 2019
- Copa Libertadores da América: 2019
- Campeonato Brasileiro: 2019